# Zonsverduistering van 12 september 2053

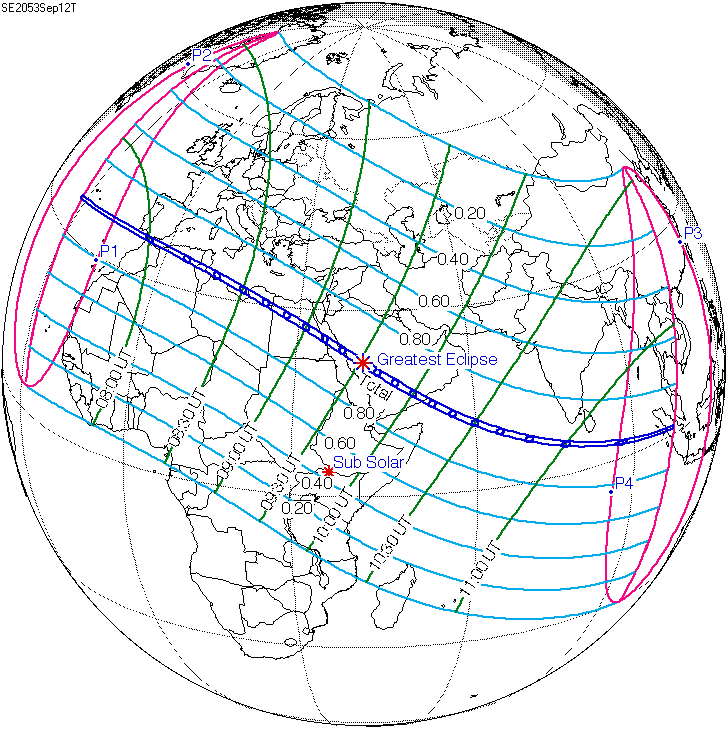
De totale zonsverduistering vindt plaats tussen de blauwe lijnen.

De totale zonsverduistering van 12 september 2053 trekt veel over land en is achtereenvolgens te zien in deze tien landen: Marokko, Spanje, Algerije, Tunesië, Libië, Egypte, Saoedi-Arabië, Jemen, Maladiven en Indonesië. 

## Lengte

### Maximum
Het punt met maximale totaliteit ligt in Saoedi-Arabië vlak bij de plaats Turbah en duurt 3m04,0s.

### Limieten
| Fenomeen                    | Code | Tijdstip UTC |
| --------------------------- | ---- | ------------ |
| Eerste contact bijschaduw   | P1   | 06:51:19.8   |
| Eerste contact kernschaduw  | U1   | 07:50:35.8   |
| Kernschaduw compleet vanaf  | U2   | 07:51:36.7   |
| Bijschaduw compleet vanaf   | P2   | 08:57:03.5   |
| Maximum eclips              | GE   | 09:32:16.7   |
| Bijschaduw compleet t/m     | P3   | 10:07:45.6   |
| Kernschaduw compleet t/m    | U3   | 11:13:07.4   |
| Laatste contact kernschaduw | U4   | 11:14:03.3   |
| Laatste contact bijschaduw  | P4   | 12:13:23.8   |